# علي خرمي (لاعب كرة قدم)
علي خرمي (بالإنجليزية: Ali Khormi)‏؛ مواليد 31 أغسطس 1990 في جازان، السعودية، هو لاعب كرة قدم سعودي.

## مسيرة اللاعب
لعب سابقاً مع نادي التهامي ونادي الاتحاد والطائي والباطن والرائد ونادي الفيحاء ونادي الحزم ونادي العين ونادي الكوكب ونادي بيشة ونادي بيش.

## روابط خارجية
- علي خرمي على موقع قاعدة بيانات كرة القدم.إي يو (الإنجليزية)
- علي خرمي على موقع Soccerway.com (الإنجليزية)